# Сундар Пичай
Пичай Сундараджан (на английски: Pichai Sundarajan), по-известен като Сундар Пичай или Пичаи, е индийско-американски бизнесмен.
Пичай е главен изпълнителен директор (CEO) на Alphabet Inc. и на Google Inc. Предишната му длъжност е главен продуктов инженер в Google, след това, от 2004 г. е изпълнителен директор, отново в Google. Позицията му на CEO на Google е обявена на 10 август 2015 г. като част от преструктурирането на Alphabet Inc., което я прави компания-майка на Google и Пичай заема поста на 2 октомври 2015 г. На 3 декември 2019 г. Сундар Пичай става CEO на Alphabet, при това постът му в компанията Google се запазва.

## Биография
Пичай е роден на 2 юли 1972 г. в Мадурай, Тамил Наду, Индия. Син е на среднозаможните тамили Лакшми и Рагуната Пичай. Сундар е израснал в двустаен апартамент в Ашок Нагар, Ченай.
Сундар завършва училище в Джавахар Видяалая, което е част от Централния съвет за средно образование в Ашок Нагар, Ченай и завършва 12 клас във Вана Вани, училище към Индийския технологичен институт в Ченай. Пичай завършва бакалавърска степен в Индийския технологичен институт в Карагпур със специалност металургия. След това следва и завършва магистратура в Станфордския университет със специалност материалознание и инженерство и магистратура по бизнес администрация в университета в Пенсилвания, където е отличѐн по програмите за най-талантливи студенти Siebel Scholars и Palmer Scholar. Пичай работи като инженер и мениджър в компанията Applied Materials и като управленски консултант в McKinsey & Company.

## Кариера в Google
Пичай постъпва в Google през 2004 г., където оглавява направлението по мениджмънт и иновационна дейност по групата на клиент-ориентираните продукти на Google, в това число на Google Chrome и Chrome OS, а също в значителна степен отговаря за Google Drive. Той следи разработката на различни приложения, сред които Gmail и Google Maps. На 19 ноември 2009 г. Пичай провежда демонстрация на Chrome OS и Chromebook, впоследствие пуснати за ползване. На 20 май 2010 г. той обявява открит аутсорсинг за новия видеокодек VP8 на Google, и показва новия видеоформат WebM.
На 13 март 2013 г. Пичай става куратор на Android. Преди това разработката на тази ОС е ръководена от Анди Рубин. Според слуховете, той е бил един от претендентите за поста генерален директор на Microsoft през 2014 г.
Пичай е директор на Jive Software от април 2011 г. до 30 юли 2013 г.
На 24 октомври 2014 г. Пичай става ръководител по въпросите за продукцията на Google, а на 10 август 2015 г. го обявяват за бъдещия генерален директор на корпорацията. Той заема новата длъжност на 2 октомври 2015 г., след като е завършено сформирането на новия холдинг Alphabet Inc. от групата компании на Google.
На 3 декември 2019 г. Сундар Пичай става главен изпълнителен директор (CEO) на Alphabet, като при това постът му в компанията Google се запазва.

## Награди и признание
През 2022 г. Пичай получава наградата Падма бхушан от Правителството на Индия, третата най-висока правителствена награда.